# Zonas de polen

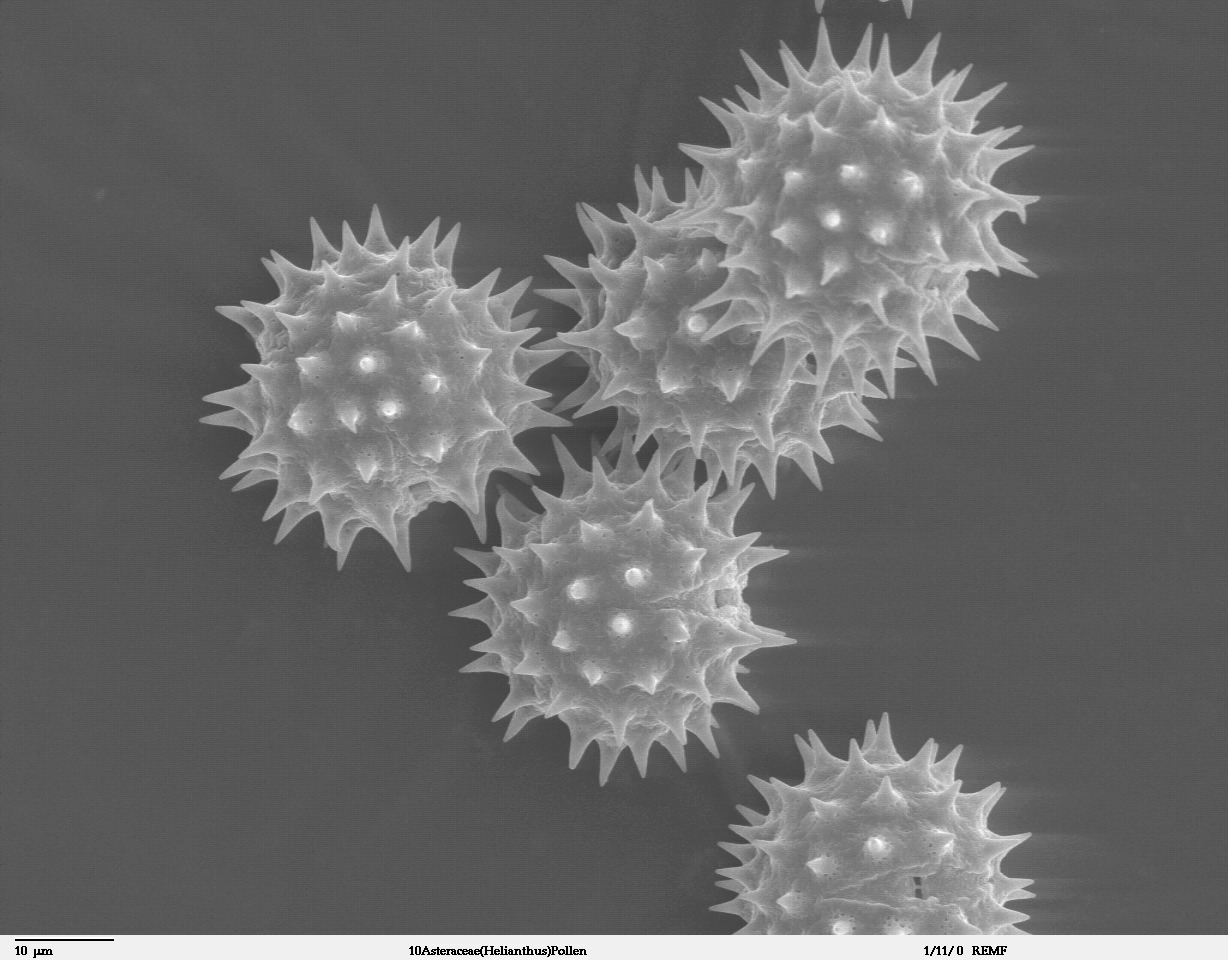
Polen de Helianthus annuus

Las zonas de polen son un sistema de subdivisiones del paleoclima del Pleistoceno Tardío y del Holoceno Temprano, a través del uso de datos de muestras de polen de estratos de él. La secuencia da una estructura global cronológica para una amplia variedad de científicos, geólogos, climatólogos, geógrafos y arqueólogos, quienes estudian el ambiente físico y cultural de los últimos quince milenios.

## Historia
Los aspectos palinológicos de este sistema fueron investigados extensamente por el palinólogo sueco Lennart von Post en los años posteriores a la Primera Guerra Mundial. Analizando polen de muestras en probeta tomadas de turberas, von Post notifica que diferentes especies vegetales se representaban en bandas en dichas muestras.
Se corroboró que las diferentes especies en diferentes cantidades estaban causadas por cambios en el clima. Von Post tuvo la información suficiente para confirmar la teoría climática Blytt-Sernander de secuencias de clima, mostrando fluctuaciones entre periodos cálidos y fríos a través de milenios. Usando las secuencias locales de turba en combinación con datación con varvas, produjo una cronología regional climática para Escandinavia.
En 1940 Harry Godwin comienza a aplicar los métodos de muestreos en polen de von Post, en islas británicas y produce la secuencia europea más amplia aún aceptada hoy; donde básicamente expandió la teoría de Blytt-Sernander dentro del Pleistoceno Tardío, y refinó algunos de sus periodos. Luego de la Segunda Guerra Mundial, la técnica se expandió por el resto de América.
Los científicos están focalizando hacia un repertorio de más diferentes métodos de muestras en probeta en turba, hielo, lechos de lagos y océanos, y de sedimentos para perfeccionar la datación de "alta resolución», imposible con solo un método: datación por radiocarbono, dendrocronología, cocientes de isótopos de un número de gases, estudios de insectos y de moluscos, y otros. Aún mientras aparecen dudas acerca de la utilidad de correcciones y modificaciones de la teoría Bytt-Sernander, siguen aparentemente confirmándola y expandiéndola.